# 半港
半港是马来西亚霹雳州峇眼拿督县的一个城镇及巫金，同时也是华人新村和渔村之一，距离峇眼拿督市区约28公里，距離安顺約18公里。半港往东北可达安顺、往南则为雪兰莪州沙白安南县、往西可通往双溪泗汶和实里阁。半港位于霹雳州和雪兰莪州交界，坐落于安南河北岸，原本是一片丛林，因此在马来文被称为"Hutan Melintang"（横置森林）。在峇眼拿督大桥开通之前，该镇是前往峇眼拿督的必经之路。半港公路的交界处称为“新邦安拔”，即华人新村所在地。
半港大部分居民都在渔业领域工作，也是马来西亚最大的渔港，有超过500艘渔船，同时设有多家海鲜酒家。这里也有许多居民从事种植园工作或农业。半港附近还有由联合种植公司拥有的仁拿打园丘。

## 名称
由于该地位于安南河口北部，只占据一半的港口，因此华人称之为“半港”。

## 历史
在过去，半港只是个小小的商港，用于转运对岸雪兰莪州的椰子到槟城销售。然而，上世纪60年代，半港的渔业开始发展起来。随着半港地区交通便利，它逐渐超越县内其他八大华人渔村，成为马来半岛最大的渔港，现拥有500多艘渔船和60多家鱼行，还有许多深海渔船出海作业。
半港随着发展逐渐与附近的新邦安拔融合为一，形成有渔港和商业中心的“大半港”。许多来自峇眼拿督及对岸雪兰莪其他渔村的精英都来到半港发展。半港成为渔村精英汇集之处，其地位也逐渐崛起。许多半港渔商和村民来自雪兰莪的渔村和农村。半港的渔业发达带动了一些周边工业，如船厂和螺旋桨修理中心。然而，造船业面临工人不足的问题，而螺旋桨修理中心则面对全马只有三家的情况。

## 交通

### 公路
半港可通过西海岸大道的半港交通枢纽出入口抵达，在西海岸大道竣工之前马来西亚联邦5号公路便是半港联外的主干道路。
半港目前也保留了通往雪兰莪双溪侨华安南园丘的渡轮来往雪霹两岸，这使得半港和对岸的雪兰莪各渔村、农村之间的往来依然密切。目前联邦政府计划在半港的17条沟新兴建一座横跨安南河的大桥，以连接半港至双溪侨华，预计将在2026年完工。该大桥将大大促进雪霹两州边界地区的交通便利，及有利于两地经济发展。

## 政治
半港属于峇眼拿督国会议席，该议席在马来西亚下议院的代表为来自国民阵线巫统的阿末扎希。
同时，半港属于以其命名的半港州议席，该议席在霹雳州议会的代表为来自希望联盟人民公正党的娃莎蒂。